# Яшен, Камиль
Ками́ль Яше́н (настоящая фамилия — Нугманов; 1909—1997) — советский узбекский прозаик, поэт, драматург, общественный деятель. Народный писатель УзССР (1959). Герой Социалистического Труда (1974). Лауреат Сталинской премии третьей степени (1951). Член ВКП(б) с 1943 года.

## Биография
Родился 12 (25 декабря) 1909 года в узбекском городе Андижан.
По окончании средней школы учился в Ленинградском лесном институте, однако через три года в связи с болезнью был вынужден вернуться в Андижан. Здесь Яшен в течение нескольких лет преподавал в средней школе литературу и физику.
В 1930—1936 годах Камиль Яшен заведовал литературной частью Узбекского государственного музыкального театра. В этот период им были написаны пьесы «Товарищи» (1930), «Сожжём» (1931), «Честь и любовь» (1935) и в соавторстве с М. Мухамедовым музыкальная драма «Гульсара» (1935).
В довоенные годы Камиль Яшен написал либретто к первым узбекским национальным операм «Буран» и «Великий канал», пьесу «Хамза» в соавторстве с Амином Умари, киносценарий «Асаль» и музыкальную драму «Нурхон» (посвящённую Нурхон Юлдашходжаевой). В годы второй мировой войны Камиль Яшен написал пьесы «Смерть оккупантам», «Генерал Рахимов» и музыкальную драму «Офтобхон».
Переработанные Яшеном для сцены пьесы Хамзы Хакимзаде Ниязи «Тайны паранджи», «Бай и батрак», а также произведение Алишера Навои «Фархад и Ширин» с большим успехом ставились и ставятся на сценах театров Узбекистана.
Лучшими произведениями Камиля Яшена считаются пьеса «Хамза» и пьеса «Генерал Рахимов».
Камиль Яшен с 1958 года являлся председателем СП Узбекистана
, которым руководил до 1980 год. С 1969 года до 1980 года он также был главным редактором журнала «Ўзбек тили ва адабиёти» («Узбекский язык и литература»).
Академик АН УзССР (1969). Депутат ВС СССР 7—10 созывов (1966—1984). Секретарь правления СП СССР (1959).

## Награды и премии
- Герой Социалистического Труда (27.09.1974[1])
- 3 ордена Ленина (18.03.1959[2]; 16.01.1970[3]; 27.09.1974[1])
- орден Октябрьской Революции (29.12.1979[4])
- 3 ордена Трудового Красного Знамени (16.01.1950[5]; 06.12.1951[6]; 01.03.1965[7])
- орден Дружбы народов (16.11.1984[8])
- 3 ордена «Знак Почёта» (31.05.1937[9]; 24.03.1945[10]; 11.01.1957[11])
- Медаль «За трудовое отличие» (25.12.1944[12])
- медали
- народный писатель Узбекской ССР (1969[13])
- заслуженный деятель искусств Узбекской ССР (1939[13])
- Сталинская премия третьей степени (1951) — за музыкальную драму «Гульсара», поставленную на сцене БУзбГАТОБ[14]
- Государственная премия Узбекской ССР имени Хамзы (1967) — за пьесу «Путеводная звезда»[15]

## Произведения
Прежде всего Яшен известен как автор музыкальной драмы «Гульсара» (совместно с М. Мухаммедовым, 1934), драм «Генерал Рахимов» (1949), «Путеводная звезда» (1958), «Заря революции» (1972), романа «Хамза» (кн. 1—2, 1979-80).
Сценарист художественных фильмов «Асаль», «Хамза», «Генерал Рахимов», «Без страха», «Салом, Бахор» и других.
Является автором многих стихов.
Был женат на народной артистке СССР Халиме Насыровой.
В 52 номере Журнала «Огонек», за 1979 год, вышло интервью с Камилем Яшеном, под названием «Своей эпохе сопричастен». Интервью было приурочено к 70-летию со дня рождения писателя.